# 바바 유타카
바바 유타카(일본어: 馬場 悠, 1986년 10월 4일 ~ )는 일본의 전 축구 선수이다.

## 구단 경력
과거 파지아노 오카야마, 츠바이겐 가나자와, 레노파 야마구치 FC, 나라 클럽, MIO 비와코 시가에서 활동하였다.